# Anežka Škvorová-Falladová
Anežka Škvorová–Falladová, v matrice Faladová, (24. prosince 1881 Královské Vinohrady – 22. dubna 1960 Praha) byla česká hudební pedagožka, skladatelka a interpretka.

## Životopis
Narodila se jako Anežka Julie na Královských Vinohradech č. p. 690 v rodině hostinského Jana Falady a Pauliny Faladové-Jelínkové z Větrného Jeníkova. Měla dva sourozence: Marii Faladovou (19. 8. 1880) a Jana Falladu (9. 2. 1884). Roku 1907 se provdala za Maximiliana (Maxmiliana) Škvora (1877–1947), českého violoncellistu.
V letech 1894–1900 studovala harfu na pražské konzervatoři u Hanuše Trnečka. První vystoupení měla roku 1897 na koncertě nakladatele Urbánka v Praze. Roku 1901 přijala místo v Kyjevě jako sólistka opery, symfonického orchestru a profesorka konzervatoře. Zde se seznámila se svým manželem, který byl též v Kyjevě od roku 1906 učitelem konzervatoře a členem divadelního orchestru. Po návratu do vlasti (1919) nastoupili manželé roku 1920 na brněnskou konzervatoř, kde Anežka vyučovala hře na harfu, zprvu jako externistka, od roku 1926 interně. Do penze šla roku 1935, na brněnskou konzervatoř se vrátila po druhé světové válce, kde ještě víc než deset let externě učila. Mezi její žáky patřili např. Vilibald Scheiber a T. Králová-Součková.
Napsala 130 skladeb a úprav, z toho 80 etud, transkripce, fantazie na národní písně („Ach není tu není“), variace na motivy z Figarovy svatby, na Mozartovo téma (tzv. Heuslerovo) a Ruské písně pro dvě harfy. Některé její skladby byly natočeny v brněnském rozhlase.
V Brně bydlela na adrese Zemědělská 541 (1934), roku 1948 na adrese Volejníkova 19.